# Amlodipine/valsartan
Amlodipine/valsartan là thuốc kết hợp hạ huyết áp. Nó chứa amlodipine, thuốc chẹn kênh calci dihydropyridine và valsartan, thuốc chẹn thụ thể angiotensin. Sự kết hợp này thường được dung nạp tốt và hiệu quả để giảm huyết áp.
Sự kết hợp ban đầu được cấp bằng sáng chế bởi Novartis Dược phẩm dưới tên thương hiệu Exforge. Bằng sáng chế đã hết hạn vào tháng 9 năm 2012.
Amlodipine/valsartan có sẵn trong các chế phẩm liều khác nhau: 5 mg / 80 mg, 5 mg / 160 mg, 10 mg/160 mg, 5 mg/320   mg và 10/320 mg amlodipine và valsartan, tương ứng.
Sự kết hợp cũng có sẵn với hydrochlorothiazide, cho những bệnh nhân cần chế độ ba thuốc để kiểm soát huyết áp.